# Königswinter
Königswinter este o localitate în districtul  Rhein-Sieg, landul Nordrhein-Westfalen , Germania.

## Monumente
- Mănăstirea Heisterbach⁠(de)[traduceți], ruine din secolul al XIII-lea